# Apache Cocoon
Apache Cocoon，通常簡稱為 Cocoon，是一個基於 管線、關注點分離 和組件化網頁開發概念的 Web應用框架。該框架專注於 XML 和 XSLT 發佈，並使用 Java 程式語言 構建。Cocoon 的 XML 使用旨在提高發佈格式的兼容性，例如 HTML 和 PDF。內容管理系統 Apache Lenya 和 Daisy 是基於此框架構建的。Cocoon 也常用作 資料倉儲 的 ETL 工具或作為系統間數據傳輸的 中介軟體。

## 網站地圖
Apache Cocoon 使用網站地圖（sitemaps）允許使用者控制 Cocoon 軟體中的各種組件，並定義 Cocoon 所稱的「管線」中的 用戶端-伺服器架構 交互。

## 組件
Cocoon 中的組件按照功能分類。

### 匹配器
匹配器用於將使用者的請求（如 URL 或 Cookie）與 萬用字元 或 正規表示式 模式進行匹配。每個使用者請求會在網站地圖中依次測試匹配器，直到找到匹配項。在匹配器中可以指定對某一請求的響應。

### 生成器
生成器會創建供進一步處理的 數據流。該數據流可以從現有的 XML 文件生成，或由一些生成器直接從頭創建，表示伺服器上的某些數據，如目錄結構或圖像數據。

#### XSP
其中一種生成器是 XML 伺服器頁（XSP），它是一個包含基於標籤的指令的 XML 文件，這些指令指定了如何在請求時生成動態內容。在 Cocoon 處理期間，這些指令會被生成的內容所取代，以便結果 XML 文件可以進行進一步處理（通常是 XSLT 轉換）。XSP 會被轉換成 Cocoon 的生產者，通常以 Java 類的形式呈現，不過任何擁有 Java 進程器的腳本語言也可以使用。
指令可以是內建的（"XSP"）或用戶定義的處理標籤，這些指令都定義在「邏輯表」中。標籤通過 XSLT 模板來定義，該模板描述了如何將這些標籤（表示為 XML 節點）轉換成其他 XML 節點或如 Java 的程序代碼。標籤用於嵌入過程邏輯、替代表達式、從網頁伺服器環境檢索信息等操作。
請注意，XSP 在 Cocoon 的近期版本中已被棄用。

### 轉換器
轉換器接收數據流並進行某些更改。最常見的轉換是使用 XSLT 將一種 XML 格式轉換為另一種，但也有轉換器用於處理其他形式的數據（如 SQL 指令）。

### 序列器
序列器將 XML 事件流轉換為字節序列（如 HTML）以返回給客戶端。一些序列器允許將數據以多種不同格式發送，包括 HTML、XHTML、PDF、RTF、SVG、WML 和 純文本等。

### 選擇器
選擇器的功能類似於 switch 語句。它們可以選擇請求中的特定元素，並選擇正確的管道部分來使用。

### 視圖
視圖主要用於測試。視圖是管道中的一個出口點。可以輸出在這一點產生的 XML 流，以便查看應用是否正常運行。

### 讀取器
直接發布內容而不進行解析（無 XML 處理）。用於圖像等內容。

### 動作
動作是執行某些業務邏輯或管理新內容生成的 Java 類。

## 管道
「管線」用於指定不同的 Cocoon 組件如何與給定請求進行交互以產生 響應。 一個典型的管道包括一個生成器，後接零個或多個轉換器，最後是序列器。

## 另見
- 反應器模式 - Cocoon 基於的設計模式。
- XProc - 一種用於建模 XML 管道的 W3C 標準。

## 外部連結
- Apache Cocoon 項目
- GitHub上的Apache Cocoon 的 GitHub 鏡像